# Licaria quirirafuina
Licaria quirirafuina är en lagerväxtart som beskrevs av André Joseph Guillaume Henri Kostermans. Licaria quirirafuina ingår i släktet Licaria och familjen lagerväxter. Inga underarter finns listade i Catalogue of Life.